# Gamiz-Fika
Gamiz-Fika – gmina w Hiszpanii, w prowincji Biskaja, w Kraju Basków, o powierzchni 15,53 km². W 2011 roku gmina liczyła 1349 mieszkańców.